# Jim Thijs
Jim Thijs (Leuven, 13 juni 1980) is een Belgisch triatleet die tot de wereldtop behoort in het Xterracircuit. In oktober 2010 werd hij tiende op het wereldkampioenschap in Maui Hawaï.

## Biografie
Voor zover hij zich kan herinneren heeft Jim Thijs nooit iets anders willen doen dan sport. Hij wilde het ook altijd zo goed mogelijk doen, zelfs al had hij er soms amper aanleg voor. Meestal behoorde hij tot de middenmoot. Motorcross, voetbal, basketbal, atletiek, mountainbiken, … hij deed het allemaal.
Rond zijn 15de gebeurde er iets vreemds. Plots begon hij sneller en sneller te lopen. In 1994 kwam Jim via een oom te weten dat er in de streek een off-road duatlon was. Tot dan dacht hij dat triatlon en duatlon alleen in de VS beoefend werden. Gepassioneerd nam hij toen al alle uitzendingen op Eurosport op. Hij twijfelde dus geen seconde en nam deel aan die duatlon. Op die wedstrijd kreeg Jim de wedstrijdkalender van de Vlaams-Brabantse Tri- en duatlons in handen en hij was meteen verkocht.
In 1995 nam hij in Aarschot deel aan zijn eerste triatlon. Het lukte hem net om 750 meter in crawl af te werken, al kwam hij samen met de schoolslagzwemmers uit het water. In 1996 stopte Jim met al de andere sporten om zich volledig op triatlon toe te leggen.
In 2003, 2004 en 2005 ging Jim voluit voor de lange afstand. Hij won Ironman Malaysia en Ironman Lanzarote in de groep van 18- tot 24-jarigen. Hij startte twee keer in Hawaï met een 87ste plaats als beste resultaat. Toch bleek de lange afstand niet helemaal zijn ding. De resultaten waren niet goed genoeg om een internationaal topniveau te halen en hij vond het ook allemaal redelijk saai. Slechts enkele wedstrijden per jaar, veel lange trainingen, niet voluit mogen gaan van bij start, …
In de winter van 2005 wist Jim echt niet meer welke richting hij moest uitgaan met zijn triatloncarrière. Na drie jaar Ironmantraining klom hij eindelijk nog eens op een mountainbike. Het was heel lang geleden dat hij nog zoveel plezier beleefd had op de fiets. Meteen besloot meteen hij stoppen met triatlon en alleen nog maar te mountainbiken. Tot hij zich enkele dagen later realiseerde dat er in 1996 iemand op het geniale idee gekomen was om triatlon en mountainbiken te integreren in een off-road triatlon: Xterra. Hoe het komt dat Jim hier nooit eerder op gekomen was weet hij zelf niet. In zijn eerste Xterrawedstrijden kon Jim zich meteen met de Europese top meten. Alles werd heel duidelijk toen. Sindsdien evolueerde Thijs van een Europese topper naar een wereldtopper met als voorlopig hoogtepunt een tiende plaats op het WK in Maui op 24 oktober 2010.

## Xterra
Sinds enkele jaren legt Jim Thijs zich vooral toe op offroad Triatlon. In plaats van fietsen op de weg met een racefiets, wordt er met de mountainbike gecrost op heel variërende ondergronden: bossen, lavarotsen, zelfs door rivieren wordt soms gereden. Ook het lopen gebeurt op alles behalve verharde wegen. Dit wordt over het algemeen trailrunning genoemd. Deze offroad-triatlonwedstrijden worden gebundeld in het Xterracircuit.
Dit zijn de gebruikelijke afstanden in het internationale Xterracircuit:
- 1500 meter oceaanzwemmen
- 36 kilometer mountainbiken
- 12 kilometer off-road lopen

## Palmares
- 2x Belgisch Kampioen Duatlon Junior (1998-2000)
- 4de Wereldkampioenschap Duatlon Junior (2000)
- 1ste Ironman Malaysia (18-24-jarigen) (2004)
- 4de (87ste algemeen) Ironman Hawaii (18-24-jarigen) (2004)
- 1ste Ironman Lanzarote (18-24-jarigen) (2005)
- Ironman Hawaii finisher 2005
- 2x brons op het BK Sprint Triatlon (2006-2008)
- 12 top 10 resultaten in Xterra World Cup wedstrijden
- 15de Wereldkampioenschap Xterra in Maui, Hawaï (2007)
- 4de  Europees Kampioenschap Xterra (2008)
- 13de Wereldkampioenschap Xterra in Maui, Hawaï (2008)
- 5 overwinningen in 2008
- Vice-Belgisch Kampioen Off-Road duatlon (2009)

## Resultaten 2010
- 1ste off-road duatlon Zolder
- 1ste aquatlon Bergen op Zoom
- 2de Charleroi triatlon
- 2de Nato triatlon
- 3de off-road duatlon Putte
- 6de EK ITU Cross Triathlon
- 8ste EK Xterra Italië
- 8ste Xterra Portugal
- 10de Xterra Tsjechië
- 12 BK mountainbike Elite Malmedy
- 15e Zwintriatlon Knokke (mechanische pech)
- 6e Xterra Zwitserland
- 10e Wereldkampioenschap Xterra in Maui, Hawaï